# 大衛·西蒙
大衛·西蒙（David Seymour；1911年11月20日—1956年11月10日）是一位重要的美國攝影師與攝影記者。英文中慣稱他的小名為Chim（發音同Shim）。他是在華沙出生的波蘭猶太人，曾在美國學攝影，1933年正式成為獨立攝影師。
西蒙的攝影作品從西班牙內戰，捷克 獨立到其他歐洲國家的歷史大事都有，其中最感動人心的是他以孩子為主題的戰地攝影作品。1939年他隨著西班牙難民紀錄他們逃難的過程，飄洋過海抵達墨西哥後，他回到紐約，接著第二次世界大戰爆發，西蒙加入了美國陸軍，主要職務是在歐洲戰區當相片的口譯員。1942年，他歸化為美國公民，同年，他父母被納粹殺害了。
第二次世界大戰結束後，西蒙回到歐洲推動以拯救難民孩童為主的聯合國教科文組織成立。
1947年，西蒙與羅伯·卡帕等人成立了重要的馬格蘭攝影社，並在1954年卡帕過世後繼任社長，一直到1956年11月10日西蒙被殺為止。
西蒙被害當時，是與法國攝影師尚·羅伊（Jean Roy）在採訪1956年蘇伊士運河戰爭，他與尚·羅伊在邊界路邊修車時，被埃及游擊隊機關槍掃射身亡。

## 外部連結
- Davidseymour.com （页面存档备份，存于）
- 國際攝影中心的專題報導 （页面存档备份，存于）
- 美國馬里蘭大學為西蒙辦的展 Close Enough